# Élan (Nightwish)
Élan is een nummer van de Finse band Nightwish. Het nummer werd uitgebracht op hun album Endless Forms Most Beautiful uit 2015. Op 13 februari van dat jaar werd het nummer uitgebracht als de eerste single van het album.

## Achtergrond
Élan is geschreven en geproduceerd door toetsenist Tuomas Holopainen. Het is de eerste uitgave van de band waarop zangeres Floor Jansen te horen is; daarnaast maakt Uilleann pipes-speler Troy Donockley zijn debuut als vast groepslid en is drummer Kai Hahto voor het eerst te horen als tijdelijke (later vaste) vervanger van Jukka Nevalainen. Holopainen vertelde dat hij het nummer schreef naar aanleiding van een citaat van Walt Whitman: "Oh, zoals ik leef om de heerser over het leven te zijn, geen slaaf te zijn, om het leven te ontmoeten als krachtige veroveraar, en niets exterieurs zal ooit bevel voeren over mij." Hij vertelde hierover: "Het onderliggende thema van het nummer is niets anders dan de betekenis van het leven, wat iets anders kan zijn voor ons allemaal. Het is belangrijk om jezelf over te geven aan de vrije val die af en toe plaatsvindt en om niet bang te zijn voor het pad dat je minder vaak neemt."
Volgens Holopainen is Élan, dat uitkwam als voorganger van het bijbehorende album, "een prachtige teaser voor het volledige album, het laat je alvast proeven, maar laat het nog weinig zien van de echte grootsheid die nog komen gaat". Basgitarist Marco Hietala noemt het een van zijn favoriete nummer. Toen hem gevraagd werd naar de betekenis van het woord "élan", vertelde hij dat Holopainen tegen hem zei dat "het een metafoor is voor de honger en dorst naar het leven, voor het hier en nu en het 'ga erheen en pak het'." Op de B-kant van de single staat het nummer Sagan, dat gaat over gaat over astrofysicus Carl Sagan. Dit nummer verscheen niet op Endless Forms Most Beautiful; volgens Holopainen werd hiervoor gekozen omdat het album anders langer dan de maximale 80 minuten die op een cd past zou duren.
Een week voordat "Élan" zou verschijnen, werd het online al uitgelekt. Desondanks werd het een grote hit in Finland, waar het tot de derde plaats in de hitlijsten kwam. Ook in het Duitse taalgebied werd het een hit. In Nederland en Vlaanderen werden geen hitlijsten bereikt. In Nederland verkreeg het in 2019 populariteit na de deelname van Floor Jansen aan het televisieprogramma Beste Zangers. Dat jaar verscheen het ook voor het eerst in de Radio 2 Top 2000 op plaats 312.

## NPO Radio 2 Top 2000
| Nummer met noteringen in de NPO Radio 2 Top 2000 | '19 | '20 | '21 | '22 | '23 | '24 |
| ------------------------------------------------ | --- | --- | --- | --- | --- | --- |
| Élan                                             | 312 | 576 | 491 | 389 | 544 | 580 |

1. ↑  Een vetgedrukt getal geeft de hoogste notering aan.
2. ↑  2019 was het eerste jaar met een notering voor dit nummer.